# Hendrikus Lettinck
Hendrikus Lettinck, detto Hennie (5 gennaio 1967), è un ex giocatore di calcio a 5 olandese.

## Carriera
Utilizzato nel ruolo di giocatore di movimento, come massimo riconoscimento in carriera ha la partecipazione con la Nazionale di calcio a 5 dei Paesi Bassi al FIFA Futsal World Championship 1992 ad Hong Kong dove la nazionale arancione è giunta al secondo turno. Nel 1996 partecipa al UEFA Futsal Championship 1996 giungendo alla fase finale dove l'Olanda però si deve accontentare dell'ultimo posto, è confermato portiere titolare degli arancioni anche al FIFA Futsal World Championship 1996 guadagnato in virtù della presenza alla fase finale dell'europeo, ma i Paesi Bassi, in fase calante, giungono ultimi nel girone F dietro a Brasile, Ucraina e Uruguay.
La sua ultima apparizione coincide con il miglior risultato dei Paesi Bassi all'Europeo: in Spagna allo UEFA Futsal Championship 1999 gli arancioni passano il primo turno assieme ai padroni di casa eliminando Croazia e Jugoslavia, ma cedono in semifinale alla Russia e perdono la finale 3-4 posto per 3-0 contro l'Italia.